# Kärve
För begrepp inom topologi, se Kärve (matematik)
Kärve, eller äldre nek, är en bunt sädesstrån, som är sammanbundna för att lättare kunna hanteras vid lastning, tröskning etcetera.

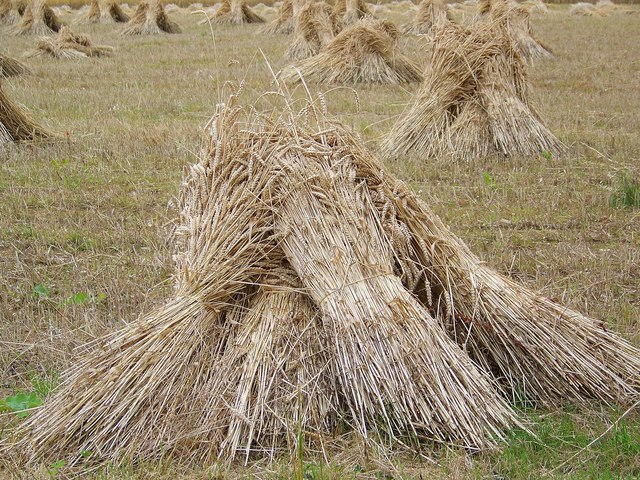
Samling av kärvar.

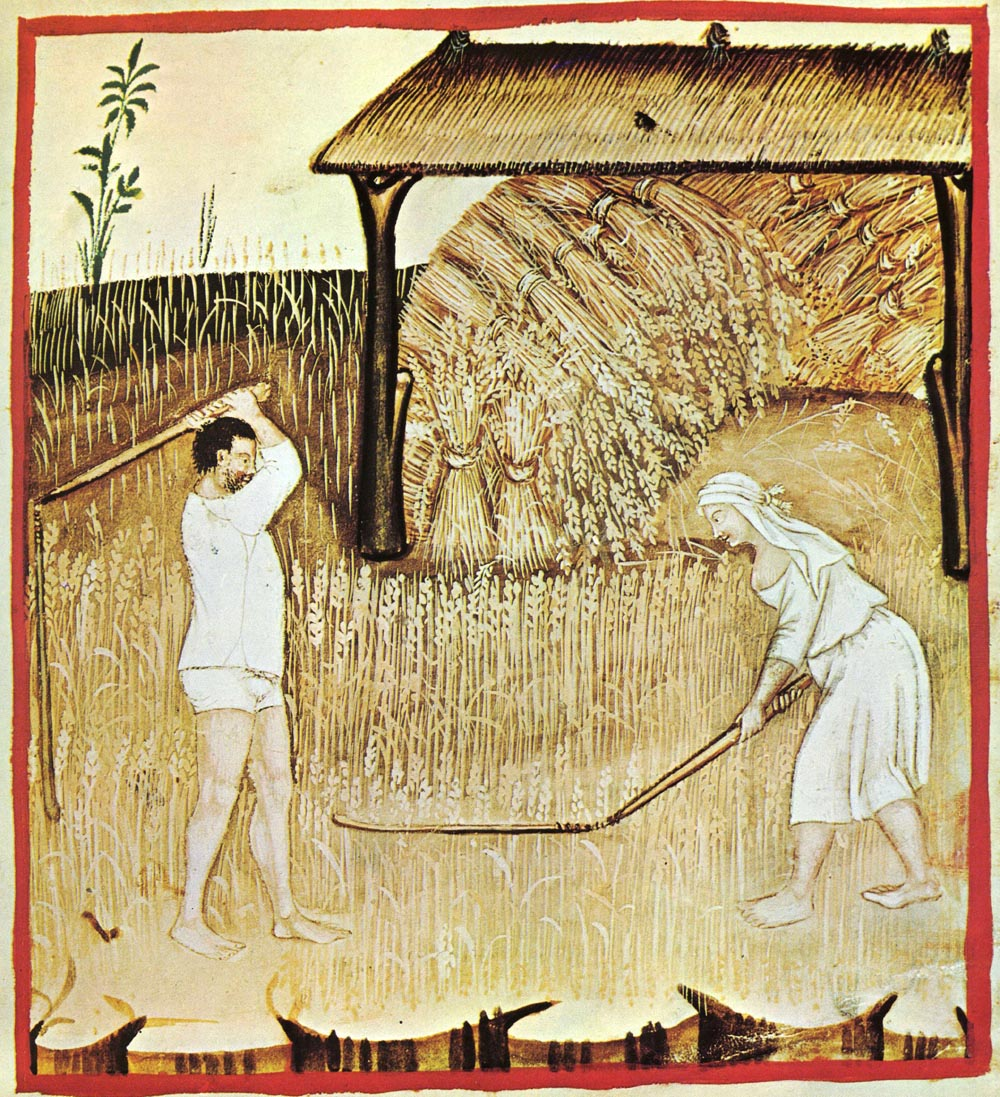
I bakgrunden av denna målning syns ett antal staplade kärvar.

Kärven är ett vanligt motiv i heraldik.
(Kållands–Åsaka vapen)

Enligt tradition sätts det i vissa nordliga regioner ut en så kallad julkärve, vilket är en fågelmatning för småfåglar i juletid.
Under stora delar av 1800- och 1900-talet tillverkades kärvar med hjälp av självbindare. Med skördetröskans intåg har kärvar blivit en mer ovanlig syn.
Kärven står för torkning ute på åkern innan den tas in i ladan för lagring och (senare) tröskning. På åkern kan kärvarna ordnas i en lång rad benämnd trave (træve på sydsvenska mål), i ring i form av en skyl eller runt en stör i form av en snes (för bättre regntålighet).

## Etymologi
Ordet "kärve" härstammar från tyskans kerben, och är besläktat med engelskans carve och refererar till att man förr skar av sädeaxen med en skära.